# Inside Out (Album)
Inside Out ist ein Jazzalbum von Keith Jarrett, Gary Peacock und Jack DeJohnette, das am 26. und 28. Juli 2000 bei Konzerten des Trios in der Londoner Royal Festival Hall mitgeschnitten und am 2001 bei ECM Records veröffentlicht wurde. Inside Out war die vierzehnte Veröffentlichung dieses Trios in 18 Jahren. Günther Huesmann meinte: „Nichts veranschaulicht die anhaltende Faszination der freien Improvisation besser als die Bekehrung des Pianisten Keith Jarrett, der sich auf seiner 2001er CD Inside Out vom romantisch-impressionistischen Spiel zugunsten der freien Improvisation abwandte.“

## Hintergrund
Nach Überwindung seiner über zwei Jahre währenden Erkrankung 1996–1998 am Chronischen Fatigue-Syndrom hatte der Pianist Keith Jarrett ab Ende 1998 seine Auftritte mit dem Standards-Trio wiederaufgenommen. Nach ersten Auftritten in seiner Heimatregion (After the Fall, erschienen 2018) folgte ein weiteres Konzert, dessen Mitschnitt 2000 auf Whisper Not erschien. 2001/02 gingen Jarrett, Peacock und DeJohnette auf eine ausgedehnte Tournee; in diesem Zeitraum entstanden Mitschnitte von Konzerten, die letztlich als Alben veröffentlicht wurden: Always Let Me Go (2002), Up for It (2003), The Out-of-Towners (2004), My Foolish Heart (2007) und Yesterdays (2009).
Mit Ausnahme des Jazzstandards When I Fall In Love spielten Jarrett, Peacock und DeJohnette bei ihrem Londoner Gastspiel Stücke, die aus der Improvisation entstanden sind.

## Titelliste
- Keith Jarrett, Gary Peacock, Jack DeJohnette: Inside Out (ECM)[2]

1. From the Body (Jarrett) – 23:13
2. Inside Out (Jarrett) – 21:13
3. 341 Free Fade (Jarrett) – 18:50
4. Riot (Jarrett) – 7:23
5. When I Fall in Love (Edward Heyman, Victor Young) – 7:25

## Rezeption

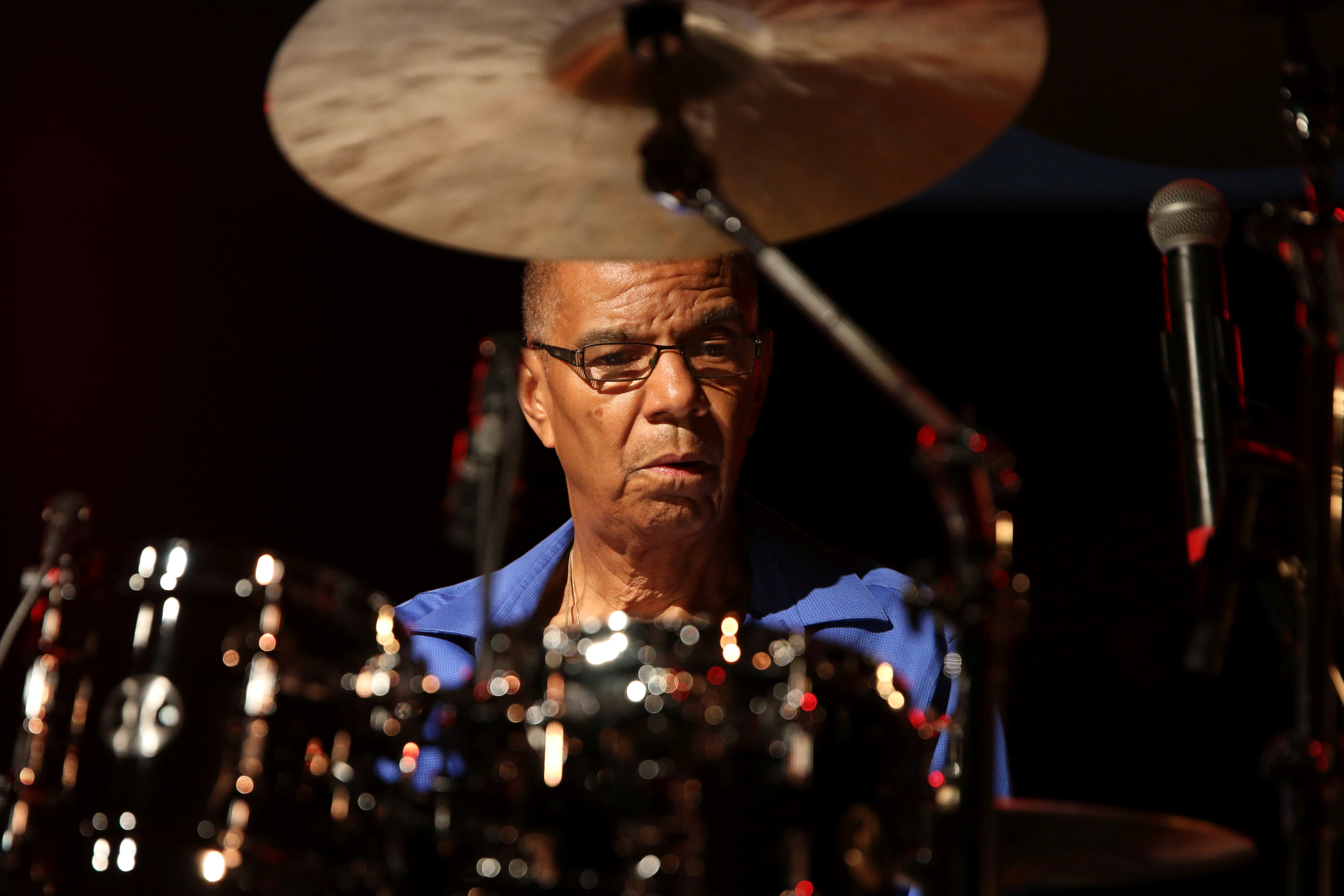
Jack DeJohnette bei einem Auftritt auf dem Deutschen Jazzfestival 2015.

John Fordham meinte im britischen Guardian, dass Jarrett in seinen vertrauten idiomatischen Aspekten spielte, die Improvisation immer ganz oben auf seine Agenda setzte. Jarrett habe sich konsequent und erfrischend gegen die vorherrschenden Weisheiten gewandt. „In den 70er Jahren, als Jazz viel elektrisch war, sagte Jarrett, er würde nur ein akustisches Instrument spielen. Später, als jeder Bandleader Originale spielen wollte, gründete Jarrett das Standards Trio, um den persönlichsten und modernsten Weg zu finden, alte Broadway-Songs neu zu interpretieren. In einer Jazzwelt des 21. Jahrhunderts, in der nicht nur Diana Krall, sondern auch Michael Brecker vom Great American Songbook fasziniert zu sein scheint, spielt Jarrett wieder frei improvisierte Musik. Und das ist die Geschichte dieser CD, einem weitgehend freien Austausch zwischen dem Pianisten, Bassisten Gary Peacock und dem Schlagzeuger Jack DeJohnette, die aus den Live-Aufnahmen zweier Nächte in der Londoner Royal Festival Hall im Juli 2000 entstand.“
Im Folgenden zitiert Fordham, was Jarrett in den Liner Notes zu diesem Album schrieb:
„Auf dieser Aufnahme gibt es zwei Ausblendungen. Der erste Grund ist, dass wir schließlich eine echten Song spielten, aber keine gute Version davon gespielt haben.“
Für Fordham unterstreicht Jarretts Entschlossenheit dessen sein festes Streben nach einem neuen Weg: einer von Spontanität, ohne auf bekannte Melodien zurückzugreifen, das beruhigende Fahnenschwingen von Standby-Jazz-Axiomen oder Hot Licks. Man könne nicht sagen, ob die Veränderung mit der dreijährigen Pause zu tun hat, die er während eines chronischen Müdigkeitssyndroms erlitt, aus dem die letztjährige Tournee Jarretts triumphale Rückkehr hervorging. Es klang während des Konzerts, und hier höre es sich an, als ob der berühmte Alles-oder-Nichts-Künstler seine Energien ein wenig mehr als in der Vergangenheit bewahrt. „Er formuliert episodischer und fragmentierter und eröffnet Räume für mehr Interaktion mit Gruppen. Dies ist kein freies Spiel der vorsichtigen, Zehenspitzen, Plink-and-Raschel-Variante. Obwohl es in der Festival Hall eine Menge ruhiger Überlegungen gab, gab es auch kopflastige Passagen mit aufregenden, klapprigen, platten Geräuschen und erstaunlich intuitiven Rufen und Antworten. Jarrett habe sich auch nicht wie ein Mann mit einem Arzt an der Seite benommen: Er zappelte, spreizte die Ellbogen, funkelte, stand unbeweglich auf und stampfte und heulte und murmelte wie immer im Einklang mit dem allgemeinen Fluss.“

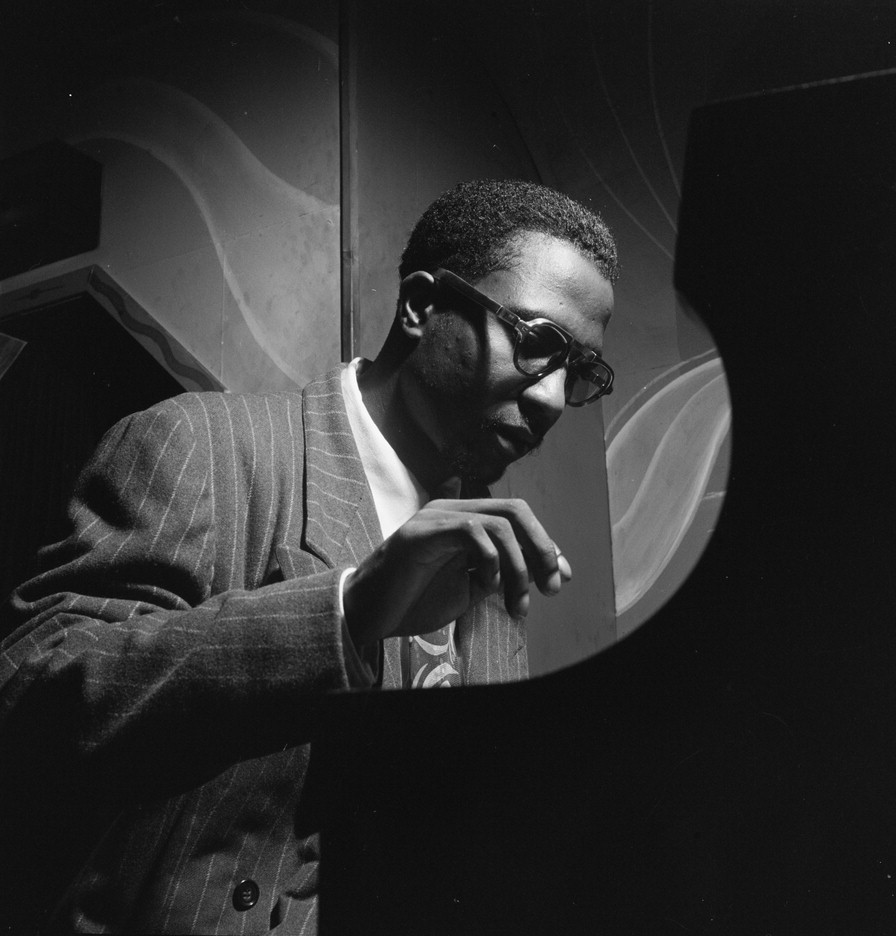
Thelonious Monk, Minton’s Playhouse, New York, ca. Sept. 1947. Foto: William P. Gottlieb

„Viele dieser Soundeffekte sind auf diesem funkelnden Set zu hören, aber die kollektive Energie der Gruppe, der dringende Vorwärtsdrang der Musik und Jarretts immer noch bemerkenswerte Instinkte, die Melodie aus der Luft zu ziehen, machen die Stimme fast zu einer anderen Instrumentallinie. Obwohl es sich bei den Stücken um Improvisationen handelt, ist der Blues ein regelmäßiger Unterstrom, wie Jarrett selbst in den Noten feststellt. Und von einem prägnanten post-boppish-Auftakt, der wie eine Mischung aus Thelonious Monk und Paul Bley klingt, bis hin zu den klassischen Klavierspielen (mit Jarrett nahe an Brad Mehldaus Territorium), über Peacocks flatternde Bass-Episoden und DeJohnette's unruhig dröhnender Percussion Der Satz verdeutlicht den Reiz, den der Pianist seinen Zuhörern verspricht.“
„Menschen, die freie Musik nicht verstehen (wie Wynton Marsalis, Ken Burns usw.)“, zitiert Fordham Jarretts mit typischer Offenheit geschriebenen Anmerkungen, „können sie nicht als erstaunlich wichtigen Teil der wahren Jazzgeschichte betrachten. Wo ist die Form? Fragen Sie nicht. Denken Sie nicht. Erwarten Sie nicht. Nehmen Sie einfach teil. Es ist alles irgendwo da drin. Und dann bildet es sich plötzlich.“
Thom Jurek schrieb in Allmusic, dass das Trio von Keith Jarrett, Gary Peacock und Jack DeJohnette seit vielen Jahren Jazzstandards spiele und diese durch Improvisation zu einer ganzen Sprache erweitere, die nicht nur die Geschichte widerspiegelt, sondern auch die ewige Gegenwart des Jazz. „Viele haben sich gefragt, ob Jarrett jemals zu dem ‚freien‘ Spielstil zurückkehren würde, den er in den 1960er Jahren bei Veröffentlichungen für Columbia, Atlantic und Impulse praktiziert hatte! Es wäre sowohl unmöglich als auch unvernünftig zu erwarten, dass ein Musiker wie Jarrett - und seine Sidemen - zu einer Unschuld zurückkehren, die sie vor langer Zeit verloren haben, als sie weniger erfahrene Musiker waren als jetzt. Inside Out, [...] überbrückt diese Lücke: Es ist komplett improvisiert, bis auf eine Melodie - eine fast unerträglich schöne Interpretation von ‚When I Fall in Love‘ - als Zugabe. Hier sind Jarrett, Peacock und DeJohnette, wie man sie seit Jahren nicht mehr gehört hat, angefangen von der Stille, bis tief in die Geschichte des Jazz, des Blues und sogar des R&B eingegangen, um spontan eine musikalische Sprache zu erfinden, die triospezifisch und kommunikativ ist tiefste Ebenen von Nuancen, Klang und Geist.“
„Der Eröffnungs-Track ‚From the Body‘ beginnt mit einer rasanten Reise durch den Blues, von Memphis nach St. Louis, über Mississippi nach New Orleans und in Chicago. In Anbetracht der Nähe des Dialogs und der weitreichenden harmonischen Erfindung, die in den mittleren Registern von Klavier und Bass aktiv ist, wird es zu einer Unschärfe - es ist unmöglich, wirklich zu wissen, wer führt oder folgt, oder ob eine solche Hierarchie überhaupt existiert. Wenn der Blues allmählich - und vorübergehend - zerfällt und durch das ersetzt wird, was in der Volkssprache als freies Spielen definiert wird, wird die Dissonanz nur geringfügig verfolgt. Es ist nicht so, als ob es nicht dazugehört oder nicht willkommen ist, es ist nur eine untergeordnete Sorge, weil diese Jungs wissen, wohin sie gehen oder zumindest wollen. Es ist bekannt, aber nicht gut oder vorhersehbar. Es ist eine belebende Improvisation. [...] Swingt es? Zum Teufel, ja, wenn Ihre Definition dieses Wortes etwas anderes ist als Cut-, 4/4- oder Walzer-Zeit - obwohl einige der hier gespielten Musik diese Signaturen exquisit einsetzen. Am wichtigsten ist jedoch, dass das Trio von Jarrett, Peacock und DeJohnette eine neue Art des Free Jazz bietet - lyrisch, tonal zugänglich und musikalisch elegant, von den Ohren geschnitten und mit der Grazie des Herzens ausgeführt. Viele jüngere Spieler, die der Meinung sind, dass der einzige Weg, um frei zu improvisieren, darin besteht, ihr ausgewähltes Instrument in Fetzen zu reißen und jede Unze Schmerz und Leid zu tupfen, die daraus gezogen werden kann, um diese Platte schlecht hören zu können. Darin finden sie die wahren Geheimnisse der Meister und die schiere Poetik der improvisatorischen Kunst des Jazz.“

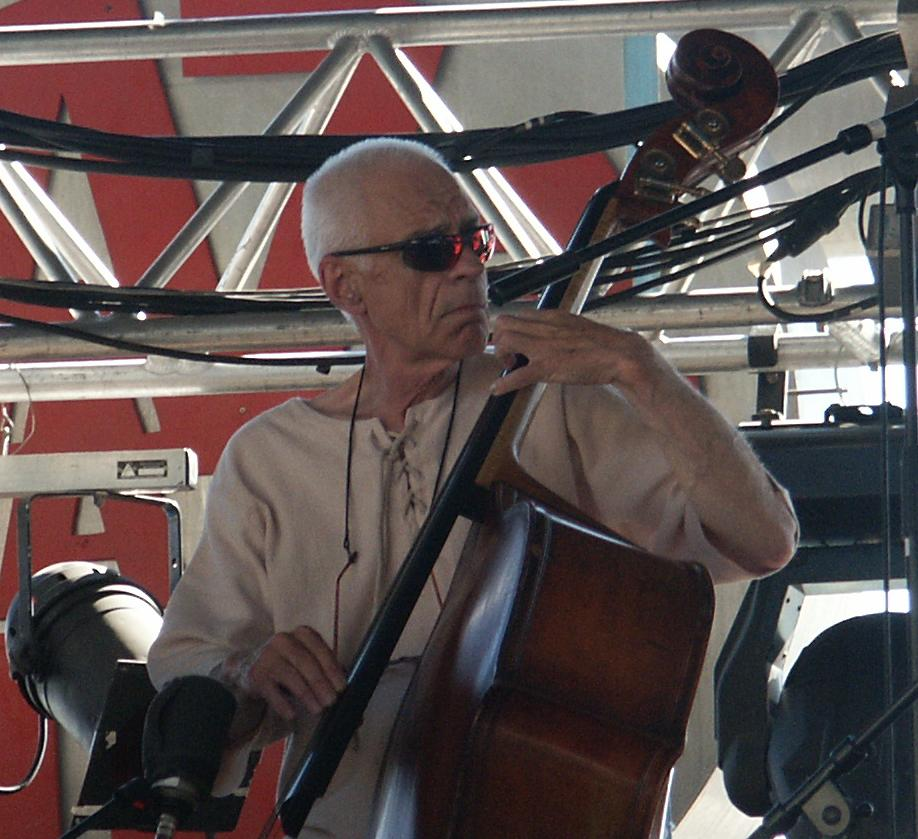
Gary Peacock 2003

Glen Astarita meinte in All About Jazz, „im Wesentlichen lösen diese Stücke, abgesehen von dem einen Standard ‚When I Fall in Love‘, Vorstellungen von improvisierten Suiten aus. Jarretts harmonisch getriebenen Cluster, schnelle Flurries, bluesige Refrains und die trancehafte Entschlossenheit bei Inside Out dienen als Katalysator für die elegant ausgeführte Dynamik von DeJohnette und die polytonalen Zeitmesser von Peacock. ‚341 Free Fade‘ ist ein delikater, freimütiger Jazz-Romp, der durch DeJohnettes federnde Gegenströmungen und Ratter-Shots verstärkt wird. ‚Riot‘ weist jedoch etwas bedrohliche Obertöne auf, bei denen Jarretts unteres Register Ostinato-Groove die ungeraden gemessenen Funk / Shuffle-Anweisungen der Gruppe initiiert. Hier und überall gleitet der Pianist scheinbar über die Klaviertasten, während die Band den Raum als Kanal zur Expansion und zur Regenerierung von Unterhandlungen und einprägsamen melodischen Themen nutzt.“
„Mit Inside Out richten die Künstler scheinbar ihr musikalisches Know-how neu aus, während sie ihre Jahre der Einheitlichkeit auf den nächsten logischen Grad der Amplitude oder des Seinszustandes ausdehnen. Vereinfacht gesagt, erinnert uns das Trio daran, dass Improvisation im Allgemeinen kein totales Gefühl von Zufälligkeit ohne Grund erfordert; Wenn wir den Musikern zuhören, entsteht ein Meisterwerk, das einem Künstler ähnelt, der Striche auf eine Leinwand setzt. Der zugrunde liegende Fokus von Ringen von Substanz und Schönheit als Produktion bedeutet auch Unterhaltung auf höchstem Niveau. Wärmstens empfohlen.“
Der Kritiker des Jazzecho erinnert daran, dass sich „der große Melodiker“ Keith Jarrett sich immer wieder auf das freie Spiel eingelassen habe. Etwa in dem Quartett, das er mit Dewey Redman, Charlie Haden und Paul Motian in den 1970er-Jahren unterhielt und das für Atlantic wesentlich melodieungebundenere Aufnahmen machte als zur gleichen Zeit Jarretts skandinavisches Quartett für ECM. „Das freie Spiel, das Jarrett, Peacock und DeJohnette bei den Konzerten in der Royal Festival Hall an den Tag legten, hat seine Wurzeln hingegen eindeutig im Jazz. "Wenn man diese Aufnahmen hörte, sollte einem bewußt werden, wie wichtig bei ihnen der Blues war", bemerkt der Pianist. "Wir kamen in London einfach nicht umhin, uns der Sprache des Blues zu bedienen. Selbst im Kontext des freien Spiels. Der Blues ist so durchdringend und wirklich.“
Stuart Nicholson wies in JazzTimes darauf hin, dass Keith Jarrett betont habe, dass das mittlerweile berühmte Standards-Trio „weniger auf die Standards selbst eingeht, als vielmehr darauf, wohin die Gruppe sie bringen kann.“ Bereits bei ihrer ersten Session im Januar 1983, in der Standards, Vol. 1 und Standards, Vol. 2 produziert wurden, hätten sie „ein paralleles Universum enthüllt, indem sie das Album Changes aufnahmen, das zusammengenommen als Manifest der Absichten der Gruppe verstanden werden kann. Während sich das Trio weiterentwickelte, schaffte es seine Fähigkeit, sich aus der Standard-Liedform heraus und wieder zurückzubewegen, eine starke Dualität zwischen den konkurrierenden Elementen von Freiheit und Form, wie beispielsweise bei At the Blue Note von 1994.“
Nach Changeless, aufgenommen 1987, habe es weitere 13 Jahre gedauert, bis ein anderes Album diesen Aspekt der Identität des Trios erneut untersuchte. Inside Out „wirft die Karten weg und ist eine meisterhafte Übung, um die spontane, überzeugende, melodisch inspirierte Gruppeninteraktion für längere Zeit aufrechtzuerhalten.“ Das Trio, „das bereits ein Wunder des zeitgenössischen Jazz“ sei, „lässt Jarrett auf sich wirken, während er auf beredte Weise zwischen DeJohnettes Co-Verschwörungsimpulsen und Peacocks vernünftiger Stimme vermittelt. Jarretts Intensität, das Produkt emotionaler Ehrlichkeit, kann immer noch verwundet werden - insbesondere, wenn er seine Begleiter aus der Freiheit in die Form schickt zu ‚When I Fall in Love‘.“